# Camille Ozeray
Camille Ozeray (Aarlen, 24 september 1855 - Schaarbeek, 18 november 1938) was een Belgisch volksvertegenwoordiger.

## Levensloop
Ozeray behaalde het diploma van doctor in de rechten en vestigde zich als advocaat in Aarlen.
Hij was bij herhaling liberaal volksvertegenwoordiger:
- van 1894 tot 1896 voor het arrondissement Aarlen,
- van 1908 tot 1925 voor het arrondissement Aarlen-Marche-Bastenaken,
- van 1929 tot 1932 voor het arrondissement Aarlen-Marche-Bastenaken.

Van 1888 tot 1897 was hij gemeenteraadslid van Aarlen en van 1904 tot 1908 was hij provincieraadslid voor de provincie Luxemburg.